# 王子地
王子地（?—?），春秋时期吴王夫差的王子。
前482年六月十一，越王勾践伐吴。当时，吴王夫差在北方参见黄池之会，太子友、王子地、王孙弥庸、寿于姚出战，太子友想再作等待，王子地、王孙弥庸不听，出战。六月二十，弥庸俘获畴无余，王子地俘获讴阳。勾践军至，王子地防守。六月廿一，再战，吴国大败。太子友、王孙弥庸、寿于姚被俘。